# Vítor Baía
Vítor Manuel Martins Baía (São Pedro da Afurada, Oporto, 15 de octubre de 1969) es un exfutbolista portugués que jugaba de portero. Jugó la mayor parte de su carrera en el F. C. Porto, donde permaneció durante 17 temporadas, desde 1988 hasta 1996 y desde 1999 hasta su retiro en 2007. También tuvo una etapa en el F. C. Barcelona, desde 1996 hasta 1998.
Jugó 83 partidos con la selección de Portugal, destacándose la Copa Mundial de 2002, la Eurocopa 1996 y Eurocopa 2000.
Es el portero y futbolista más laureado en la historia del F. C. Porto, y también es el portero con más títulos en la historia del fútbol, junto con el portero alemán Manuel Neuer, con 35 títulos oficiales.
Actualmente es embajador del F. C. Porto.

## Biografía
Vitor Baía debutó a los 19 años en el F. C. Porto, sustituyendo en un partido de la Liga portuguesa frente al Vitória de Guimarães a Józef Młynarczyk, que se había fracturado un hombro durante el entrenamiento.
Entre 1988 y 1996 Baía ganó cinco ligas en Portugal, además de ostentar el récord de imbatibilidad de la liga portuguesa con 1191 minutos.
El Barcelona entrenado por Bobby Robson lo fichó para la temporada 1996-97, en esta temporada conquistó la Copa del Rey y la Recopa de Europa. En la temporada 1997-98 Louis van Gaal llegó al Barcelona, Baía era el portero titular del equipo pero una lesión le hizo perderse la mayor parte de la campaña, por lo que no fue convocado a la Supercopa de Europa contra el Borussia Dortmund, ocupando su lugar el hasta ese entonces segundo portero Ruud Hesp, en esta temporada ganó la Liga Española y la Copa del Rey. Al año siguiente el entrenador holandés decidió apostar por Hesp como portero titular por su gran campaña en el tramo final de la temporada, así Baía fue cedido al Porto. En total disputó 49 partidos y encajó 57 goles.
En la temporada 1998-99, regresó al Porto en condición de cedido por el Barcelona. Desde entonces, su dorsal fue el 99, año de su regreso, después de hablarlo con el presidente del Porto Jorge Nuno Pinto da Costa. Desde ese año conquistó una gran cantidad títulos nacionales, a nivel internacional logró la Copa de la UEFA 2002-03, la Liga de Campeones 2003-04 y la Copa Intercontinental 2004.
Se retiró del fútbol en 2007, cuando ganó otra liga portuguesa.

## Clubes
| Club            | País     | Año         |
| --------------- | -------- | ----------- |
| F. C. Porto     | Portugal | 1988 - 1996 |
| F. C. Barcelona | España   | 1996 - 1998 |
| F. C. Porto     | Portugal | 1999 - 2007 |

## Selección nacional
Debutó con la selección de Portugal el 19 de diciembre de 1990, en un amistoso contra Estados Unidos, que ganó Portugal por 1 a 0. En total ha disputado 83 partidos.
En las Eurocopas de 1996 y 2000 tuvo el honor de ser el capitán de Portugal. Liderando a una excelente generación de futbolistas portugueses como Fernando Couto, Paulo Bento, Jorge Costa, Carlos Secretário, Rui Costa, Luís Figo, João Pinto, Hélder Postiga, Abel Xavier, Ricardo Sá Pinto, Paulo Sousa, entre otros.
Después de perder en semifinales de la Eurocopa 2000 estuvo un tiempo sin jugar para la selección, volviendo a hacerlo en la Copa Mundial de 2002 en Corea del Sur y Japón. Disputó los tres encuentros de la primera fase tras la cual Portugal quedó eliminado.
Con la llegada de Luiz Felipe Scolari al banquillo de Portugal, Vítor Baía no volvió a ser convocado. En una entrevista en 2012, Scolari afirmó que fue el presidente del F. C. Porto, Jorge Nuno Pinto da Costa, quien le aconsejó no convocar al jugador porque tenía un temperamento difícil.

### Participaciones en Copas del Mundo
| Mundial                        | Sede                  | Resultado    |
| ------------------------------ | --------------------- | ------------ |
| Copa Mundial de Fútbol de 2002 | Corea del Sur y Japón | Primera fase |

### Participaciones en Eurocopa
| Eurocopa      | Sede                   | Resultado        |
| ------------- | ---------------------- | ---------------- |
| Eurocopa 1996 | Inglaterra             | Cuartos de final |
| Eurocopa 2000 | Bélgica y Países Bajos | Semifinal        |

## Palmarés

### Campeonatos nacionales
| Título                      | Club            | País     | Año  |
| --------------------------- | --------------- | -------- | ---- |
| Primeira Divisão (1.º)      | F. C. Porto     | Portugal | 1988 |
| Copa de Portugal (1.º)      | F. C. Porto     | Portugal | 1988 |
| Primeira Divisão (2.º)      | F. C. Porto     | Portugal | 1990 |
| Supercopa de Portugal (1.º) | F. C. Porto     | Portugal | 1990 |
| Copa de Portugal (2.º)      | F. C. Porto     | Portugal | 1991 |
| Supercopa de Portugal (2.º) | F. C. Porto     | Portugal | 1991 |
| Primeira Divisão (3.º)      | F. C. Porto     | Portugal | 1992 |
| Primeira Divisão (4.º)      | F. C. Porto     | Portugal | 1993 |
| Supercopa de Portugal (3.º) | F. C. Porto     | Portugal | 1993 |
| Copa de Portugal (3.º)      | F. C. Porto     | Portugal | 1994 |
| Supercopa de Portugal (4.º) | F. C. Porto     | Portugal | 1994 |
| Primeira Divisão (5.º)      | F. C. Porto     | Portugal | 1995 |
| Primeira Divisão (6.º)      | F. C. Porto     | Portugal | 1996 |
| Supercopa de España (1.º)   | F. C. Barcelona | España   | 1996 |
| Copa del Rey (1.º)          | F. C. Barcelona | España   | 1997 |
| Liga Española (1.º)         | F. C. Barcelona | España   | 1998 |
| Copa del Rey (2.º)          | F. C. Barcelona | España   | 1998 |
| Primeira Divisão (7.º)      | F. C. Porto     | Portugal | 1999 |
| Copa de Portugal (4.º)      | F. C. Porto     | Portugal | 2000 |
| Supercopa de Portugal (5.º) | F. C. Porto     | Portugal | 2000 |
| Supercopa de Portugal (6.º) | F. C. Porto     | Portugal | 2001 |
| Primeira Liga (8.º)         | F. C. Porto     | Portugal | 2003 |
| Copa de Portugal (5.º)      | F. C. Porto     | Portugal | 2003 |
| Supercopa de Portugal (7.º) | F. C. Porto     | Portugal | 2003 |
| Primeira Liga (9.º)         | F. C. Porto     | Portugal | 2004 |
| Supercopa de Portugal (8.º) | F. C. Porto     | Portugal | 2004 |
| Primeira Liga (10.º)        | F. C. Porto     | Portugal | 2006 |
| Copa de Portugal (6.º)      | F. C. Porto     | Portugal | 2006 |
| Supercopa de Portugal (9.º) | F. C. Porto     | Portugal | 2006 |
| Primeira Liga (11.º)        | F. C. Porto     | Portugal | 2007 |

### Campeonatos internacionales
| Título                       | Equipo          | Sede          | Año  |
| ---------------------------- | --------------- | ------------- | ---- |
| Recopa de Europa             | F. C. Barcelona | Róterdam      | 1997 |
| Supercopa de Europa          | F. C. Barcelona | Dortmund      | 1997 |
| Copa de la UEFA              | F. C. Porto     | Sevilla       | 2003 |
| Liga de Campeones de la UEFA | F. C. Porto     | Gelsenkirchen | 2004 |
| Copa Intercontinental        | F. C. Porto     | Yokohama      | 2004 |

### Distinciones individuales
| Distinción                                                             | Año        |
| ---------------------------------------------------------------------- | ---------- |
| Futbolista del año en Portugal                                         | 1989, 1991 |
| Equipo del año ESM en Europa                                           | 1995       |
| Portero del Año de la UEFA                                             | 2004       |
| Mejor portero de Europa                                                | 2004       |
| Jugador del F. C. Porto con más partidos Internacionales (99 partidos) |            |

## Condecoraciones
| Distinción                                  | Año  |
| ------------------------------------------- | ---- |
| Oficial de la Orden del Infante Don Enrique | 2004 |

## Vida privada
Estuvo casado desde 1995 hasta 2005 con Alexandra Rodrigues de Almeida. Se volvió a casar en 2010 con Sicilia, tienen 4 hijos y 3 hijas, aunque desde 2012 su pareja es Andreia Santos.

### Su autobiografía
A pesar de seguir en activo en ese momento, Baía publicó su autobiografía el 11 de noviembre de 2005, bajo el título "99 - Vítor Baía".

### La fundación
Al igual que otros jugadores importantes, como Luís Figo, Vítor Baía creó una fundación con su nombre. Poco después de la Eurocopa 2004, convocó una rueda de prensa en el Estádio do Dragão. Muchos pensaban que soltaría una bomba deportiva, o que dejaría la selección.
Su fundación se dedica a ayudar a niños y adolescentes necesitados.